# Sint-Georgiusbasiliek (Almelo)
De rooms-katholieke Sint-Georgiusbasiliek in de Nederlandse stad Almelo is een neogotische kruiskerk die tussen 1900 en 1902 gebouwd werd naar ontwerp van Wolter te Riele. Sinds 1997 een rijksmonument. In 2009 kreeg de kerk de eretitel van basilica minor. In de volksmond staat de kerk als "de Sjors" bekend. De toren is 73 meter hoog.

## Interieur
Het  hoofdaltaar en het Maria-altaar komen uit het atelier van Friedrich Wilhelm Mengelberg. De tabernakel op het hoofdaltaar werd gemaakt door de Edelsmidse Brom, het ontwerp was van Jacques de Wit, de deuren werden uitgevoerd in email cloisonné door Joanna Brom. 

Het glas-in-loordraam boven de ingang (1928) werd gemaakt door Jos ten Horn, die in het koor bij het atelier F. Nicolas en Zonen. Gustaaf van Kalken maakte gepolychromeerde beelden, de linnen staties (1906) zijn van F.H. Bachg. Edelsmidse Brom maakte in 1934 onder meer kandelaars voor de kerk.

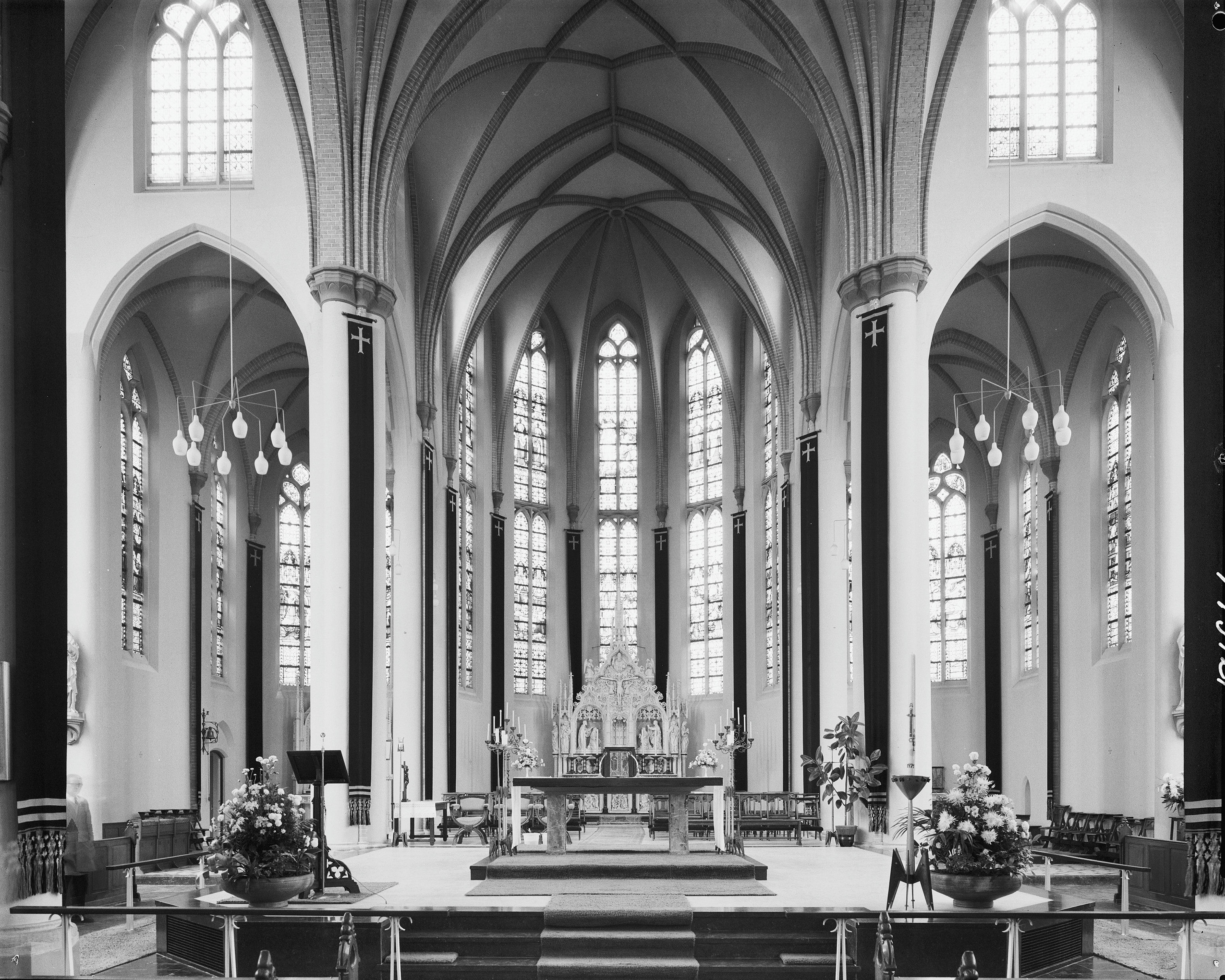
Zicht op het koor

Sint-Georgiusbasiliek (Almelo) · Co-kathedrale basiliek van de Heilige Nicolaas (Amsterdam) · Sint-Franciscusbasiliek (Bolsward) · Sint-Petrusbasiliek (Boxmeer) · Sint-Petrusbasiliek (Boxtel) · Sint-Janskathedraal (Den Bosch) · Sint-Calixtusbasiliek (Groenlo) · Kathedrale basiliek Sint Bavo (Haarlem) · Sint-Lambertusbasiliek (Hengelo Ov) · Sint-Willibrordusbasiliek (Hulst) · Sint-Nicolaasbasiliek (IJsselstein) · Sint-Jansbasiliek (Laren NH) · Onze-Lieve-Vrouwebasiliek (Maastricht) · Sint-Servaasbasiliek (Maastricht) · Basiliek van het H. Sacrament (Meerssen) · Sint-Petrusbasiliek (Oirschot) · Sint-Plechelmusbasiliek (Oldenzaal) · Sint-Jansbasiliek (Oosterhout NB) · Basiliek van de H.H. Agatha en Barbara (Oudenbosch) · Basiliek van de Heilige Kruisverheffing (Raalte) · Sint-Liduinabasiliek (Schiedam) · Basiliek van de H.H. Wiro, Plechelmus en Otgerus (Sint Odiliënberg)  · Basiliek van Onze-Lieve-Vrouw van het Heilig Hart (Sittard) · Sint-Amelbergabasiliek (Susteren) · Sint-Pancratiusbasiliek (Tubbergen) · Sint-Martinusbasiliek (Venlo) · Basiliek van Onze-Lieve-Vrouw-ten-Hemelopneming (Zwolle)